# Metodo catartico
Il metodo catartico è un metodo terapeutico ideato da Sigmund Freud e Joseph Breuer nel XIX secolo. 
Il termine deriva dal greco antico katharsis (καθάρσις, "purificazione").

## Storia
La teoria fu elaborata alla fine del secolo (fra gli anni che vanno dal 1880 al 1885), con il quale si indica il termine isteria come liberazione di emozioni, che sono alla base di tensioni o di ansia, per fare ciò si ricorre al recupero di pensieri o dei ricordi. 
Tale metodo viene illustrato nell'opera Studi sull'isteria, pubblicata da Freud e Breuer nel 1895. Il termine catarsi è desunto da Aristotele che lo utilizza nella Poetica in riferimento alla tragedia, con il significato di purificazione. Secondo Aristotele la visione di vicende tragiche rappresentate negli spettacoli teatrali, in cui sono messi in scena dagli attori eventi terribili e atroci, consente allo spettatore di immedesimarsi e purificarsi dal male. 
Fu Breuer a utilizzare per la prima volta il metodo catartico nella terapia cui sottopose Anna O. tra il 1881 e il 1882, fu la stessa Anna O. il cui vero nome era Bertha Pappenheim a chiamare il metodo cui fu sottoposta talking cure, ovvero "cura parlata", cura attraverso le parole o anche chimney sweeping, spazzare il camino, alludendo all'effetto di una pulizia e liberazione della psiche dalla "sporcizia" che la bloccava.

## Eziologia e dinamica dell'isteria
Secondo l'ipotesi di Freud e Breuer l'eziologia (cause o insieme di cause da cui essa è generata) dell'isteria è di tipo psicologico e non è da attribuirsi, come per la medicina positivistica del tempo, a disfunzioni o alterazioni fisiologiche dell'apparato nervoso. 
L'isteria si manifesta attraverso una sintomatologia, anche molto complessa come nel caso di Anna: paralisi parziali o totali; idrofobia; agorafobia o claustrofobia; strabismo; disturbi del linguaggio; turbe visive e auditive; cecità; ecc. Il meccanismo che determina l'insorgere della malattia è dovuto a un evento traumatico del passato che è stato oggetto di rimozione nell'inconscio e non viene quindi ricordato dal soggetto. L'evento traumatico, che poi Freud definirà come scena primaria, è una situazione in cui un evento suscita nel soggetto una forte reazione emotiva, di origine pulsionale, che questi però reprime, in quanto la sua espressione libera produrrebbe un conflitto con i valori e le regole di comportamento in cui il soggetto stesso si riconosce. 
Nel caso di Anna, è la vista del cane della sua dama di compagnia inglese che beve dal bicchiere che suscita in lei disgusto, disgusto cui non dà sfogo per non venire meno alle regole della cortesia. L'episodio e l'emozione da esso suscitata vengono quindi rimosse e dimenticate, perché entrano in conflitto con i valori e le norme sociali che l'individuo ha assimilato e fatto proprie. Per questo Freud, in Studi sull'isteria, affermava che “le isteriche soffrono di reminiscenze” . 
Naturalmente l'evento traumatico, così come la reazione emotiva di matrice pulsionale che gli si accompagna, continuano a esistere a livello inconscio e a premere sulla coscienza per avere soddisfacimento, non potendosi però esprimere direttamente a causa del meccanismo della resistenza, si esprimono indirettamente, in modo distorto e mascherato, attraverso un sintomo simbolico, con cui il soggetto isterico vuole comunicare qualcosa. Nell'isteria da conversione, in cui il contenuto rimosso viene convertito in un sintomo che intrattiene una relazione simbolica con il rimosso, la manifestazione somatica del contenuto rimosso si produce su un organo piuttosto che un altro secondo un simbolismo inconscio, per esempio la cecità può rappresentare il rifiuto di vedere qualcosa.

## La terapia secondo il metodo catartico
Il metodo catartico che Breuer utilizza per curare Anna O., si serve dell'ipnosi, attraverso cui il soggetto rivive la situazione patogena. Non si tratta di ricostruire un semplice ricordo, in quanto il soggetto rivive anche emotivamente la situazione che ha determinato la genesi della malattia, dando quindi libera espressione all'emozione legata al ricordo e la cui rimozione aveva prodotto il sintomo; Freud chiama tale fenomeno abreazione. L'effetto terapeutico dell'abreazione è l'eliminazione dell'emozione (affettività) correlata all'evento traumatico e a suo tempo repressa, e la conseguente scomparsa del sintomo cui la rimozione aveva dato luogo. Il metodo utilizza quindi l'ipnosi che produce il ricordo, osservando la conversione di un dato affetto, di cui non ci si è liberati in modo adeguato, in un sintomo nocivo alla persona.